# گول، ریدینگ شرقی یورکشر
latitudeگول، ریدینگ شرقی یورکشرlongitudeگول، ریدینگ شرقی یورکشر
گول، ریدینگ شرقی یورکشر (به انگلیسی: Goole) یک شهرک در بریتانیا است که در انگلستان واقع شده‌است.

## خصوصیات
گول ۱۹٬۵۱۸ نفر جمعیت دارد.